# Cuarteto Zupay
Le Cuarteto Zupay (le quartet Zupay) ou plus simplement los Zupay, est un groupe de musique populaire argentine créé à Buenos Aires en 1966, et qui fut actif jusqu'en 1991. Les membres fondateurs sont les frères Pedro Pablo García Caffi (baryton) et Juan José García Caffi (premier ténor) ainsi que Eduardo Vittar Smith (basse) et Aníbal López Monteiro (second ténor).

## Discographie

### Singles
1. La marcha de San Lorenzo y Añoranzas, Trova TS 33-727, 1967
2. Mi pueblo chico y Chacarera de la copla perdida, Trova TS 33-732, 1967

### Albums
1. Folklore sin mirar atrás, Trova TL 13, 1967
2. Folklore sin mirar atrás Vol. 2, Trova TL 18, 1968
3. Juglares, CBS Columbia, E 19007, 1970
4. Si todos los hombres..., CBS Columbia, E 19141, 1972
5. Cuarteto Zupay, CBS Columbia, 19316, 1973
6. Canciones que canta el viento, Philips, 5334, 1976
7. El arte de Zupay, Philips (España), 1977
8. Cuarteto Zupay: Retrospectiva, Philips, 5266, 1979
9. Dame la mano y vamos ya, Philips, 5377, 1981
10. La armonía del Diablo, Philips, LP 5413, 1982
11. Cuarteto Zupay - Argentina, Organización de los Estados Americanos, OEA-019, 1982
12. El inglés, Philips, 22006/7, 1983
13. Cuarteto Zupay - Antología, Philips, 6347 403 Serie Azul (Brasil), 1983
14. Nebbia-Zupay, para que se encuentren los hombres, RCA TLP 50134, 1983
15. Memoria del pueblo, Philips, 822 690 - 1, 1984
16. Canto a la poesía, Philips, 822 328 - 1 / 822 329 - 1, 1984
17. Canciones de amor, Philips, 824 979 -1, 1985
18. Canciones para convivir, Philips, 830 235 - 1, 1986
19. Canciones infantiles, Philips, 830 664 - 1, 1986
20. Mayo del 67, Philips 67416, 1987
21. Con los pies en la tierra, Philips, 842 118 - 1, 1989